# Les Pommes d'or du soleil
Les Pommes d'or du soleil (titre original : The Golden Apples of the Sun and Other Stories) est un recueil de nouvelles de l'auteur américain Ray Bradbury publié pour la première fois aux États-Unis en 1953 chez l'éditeur Doubleday.
En France, il est publié en 1956 aux éditions Denoël dans la collection Présence du futur.
Le titre est tiré d'un poème de William Butler Yeats, La Chanson du voyageur Aengus (The Song of Wandering Aengus), dont un extrait est cité au début du livre. 

## Différentes éditions
- Denoël, collection Présence du futur no 14, deuxième trimestre 1956, 254 pages[1], réédité en 1968, 1971 (par deux fois), 1977, 1990, 1999[2].
- Toujours chez Denoël, dans la collection Lunes d'encre, le recueil, dont la traduction est révisée pour l'occasion par Philippe Gindre, est associé dans un même volume avec Fahrenheit 451 et Chroniques martiennes, en 2007[3].
- Gallimard, collection Folio SF, 2011

## Liste des nouvelles
1. La Sirène (The Fog Horn)
 - Première publication sous le titre The Beast From 20 000 Fathom dans The Saturday Evening Post du 23 juin 1951[4].
2. Le Promeneur (The Pedestrian) 
- Première publication dans The Reporter en août 1951[5].
3. La Sorcière du mois d'avril (The April Witch)
 - Première publication dans The Saturday Evening Post du 5 avril 1952[6].
4. Le Désert semé d'étoiles (The Wilderness)
 - Première publication en novembre 1952 dans The Magazine of Fantasy & Science Fiction[7]. Cette nouvelle sera ajoutée dans l'édition de 1997 des Chroniques martiennes sous le titre Les Grands espaces avec une traduction révisée par Jacques Chambon.
5. Les Fruits posés au fond de la coupe (The Fruit at the Bottom of the Bowl)
 - Première publication dans Detective Book Magazine en novembre 1948[8].
6. L'Enfant invisible (Invisible Boy)
 - Première publication dans Mademoiselle en novembre 1945[9].
7. La Machine volante (The Flying Machine)
 - Texte inédit.
8. Le Criminel (The Murderer)
 - Première publication dans Argosy en juin 1953[10].
9. Le Cerf-volant doré et le vent argenté (The Golden Kite, the Silver Wind)
 - Première publication dans Epoch, hiver 1953[11].
10. Je ne vous reverrai plus jamais (I See You Never)
 - Première publication dans The New Yorker en novembre 1947[12].
11. Broderie (Embroidery)
 - Première publication dans Marvel Science Stories en novembre 1951[13].
12. La Grande partie entre Noirs et Blancs (The Big Black and White Game)
 - Première publication dans American Mercury en août 1945[14].
13. Un coup de tonnerre (A Sound of Thunder)
 - Première publication dans Collier's le 28 juin 1952[15].
14. Le Vaste monde au-delà des montagnes (The Great Wide World Over There)
 - Première publication dans Maclean's le 15 août 1952[16].
15. Station génératrice (Powerhouse)
 - Première publication dans Charm en avril 1948[17].
16. En la noche (En la noche)
 - Première publication dans Cavalier en novembre 1952[18].
17. Soleil et ombre (Sun and Shadow)
 - Première publication dans The Reporter en mars 1953[19].
18. La Prairie (The Meadow)
 - Texte inédit.
19. Service de voirie (The Garbage Collector)
 - Première publication dans The Nation en octobre 1953[20].
20. Le Grand incendie (The Great Fire)
 - Première publication dans Seventeen en mars 1949[21].
21. Adieu et bon voyage (Hail and Farewell)
 - Première publication dans Today en mars 1953[22].
22. Les Fruits d'or du soleil (The Golden Apples of the Sun)
 - Première publication dans Planet Stories en novembre 1953[23].

## Adaptations au cinéma et à la télé
- Le film Le Monstre des temps perdus (The Beast from 20 000 Fathoms) d'Eugène Lourié (1953) est inspiré du texte La Sirène[24].
- Le court métrage The Murderer  réalisé par Andrew Silver en 1976 est tiré de Le Criminel[25].
- Peter Hyams a mis en scène l'adaptation de la nouvelle Un Coup de tonnerre en 2005.
- La série télé italienne I racconti di fantascienza di Blasetti compte dans un de ses épisodes une adaptation du texte Le Criminel réalisée par Alessandro Blassetti sous le titre L'Assassino  en 1979[26].
- La série télé Ray Bradbury présente comporte plusieurs adaptations des nouvelles de ce recueil : Les Fruits posés au fond de la coupe (saison 2, épisode 1), Le Promeneur (saison 3, épisode 5),  Un Coup de tonnerre (saison 3, épisode 6), Adieu et bon voyage (saison 3, épisode 10), Le Criminel (saison 4, épisode 2), Soleil et ombre (saison 6, épisode 8), Le Vaste monde au-delà des montagnes (saison 6, épisode 14), réalisés entre 1988 et 1992[27].